# Yucaipa
Yucaipa est une municipalité du comté de San Bernardino, en Californie, aux États-Unis. Sa population était de 51 367 habitants au recensement de 2010.

## Géographie
Yucaipa est située à 34° 01′ 49″ N, 117° 02′ 55″ O.
Selon le Bureau du recensement des États-Unis la ville a une superficie de 72,24 km2 dont 0,02 % d'eau.

## Démographie
| 1970   | 1980   | 1990   | 2000   | 2010   | - |
| ------ | ------ | ------ | ------ | ------ | - |
| 19 284 | 23 345 | 32 824 | 41 207 | 51 367 | - |